# 三谷町北区山車蔵
三谷町北区山車蔵（みやちょうきたくやまぐら）は、愛知県蒲郡市三谷町七舗153-1にある建築物。
1921年（大正10年）に山車の製作と同時に建てられ、2007年（平成19年）に登録有形文化財に登録された。三谷祭の際に北区が曳き出す三蓋傘山車の収蔵庫であり、煉瓦造の山車蔵としては全国唯一の現存例とされる。

## 歴史

### 山車の製作

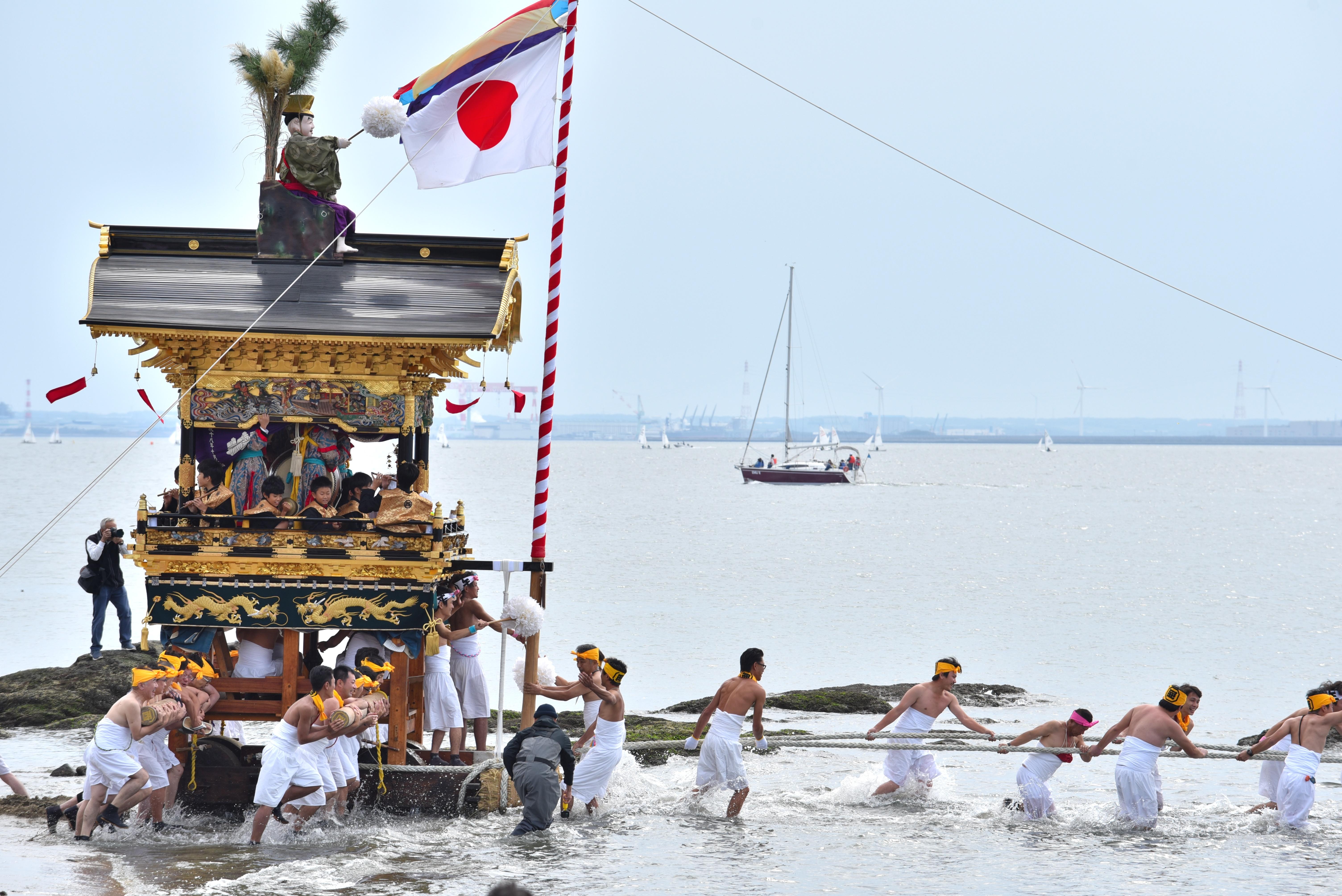
三谷祭における海上渡御

三谷祭は元禄9年（1696年）にさかのぼる祭礼であり、明治時代頃からは4台の山車も出るようになった。
安政3年（1856年）には北区で山車が造られたが、1921年（大正10年）には新たな山車が造られた。番匠棟梁は宝飯郡牛久保村（現・豊川市）の花田嘉親である。高さは5,440ミリメートル、長さは3,810ミリメートル、幅は3,460ミリメートルであり、光昌寺で各部位を製作した上で、山車蔵の前で組み立てたとされる。
旧山車は1922年（大正11年）には遠江国浜名郡赤佐（現・静岡県浜松市浜名区）に売却され、三河地方出身者が住職を務めていた岩水寺の祭りで用いられた。その後、1989年（平成元年）には天竜市鹿島（現・浜松市天竜区）に渡っている。

### 山車蔵の竣工
旧山車の時代、山車蔵は光昌寺の南側の竹内資料店倉庫の場所にあった。北区の山車が新調されたのと同じ1921年（大正10年）、やはり花田嘉親を棟梁として山車蔵も新調された。
旧山車蔵は山門東側に移築され、衣装や鯛車を収蔵する祭典蔵となったが、1960年（昭和35年）から1961年（昭和36年）頃には再び移築され、1993年（平成5年）に煉瓦造の祭典蔵に建て替えられている。
1957年（昭和32年）3月14日には北区の三蓋傘山車が蒲郡市指定有形民俗文化財に指定された。

### 近年の動向
2000年（平成12年）には入口の扉が取り換えられた。2007年（平成19年）10月2日、登録有形文化財に登録された。

## 建築

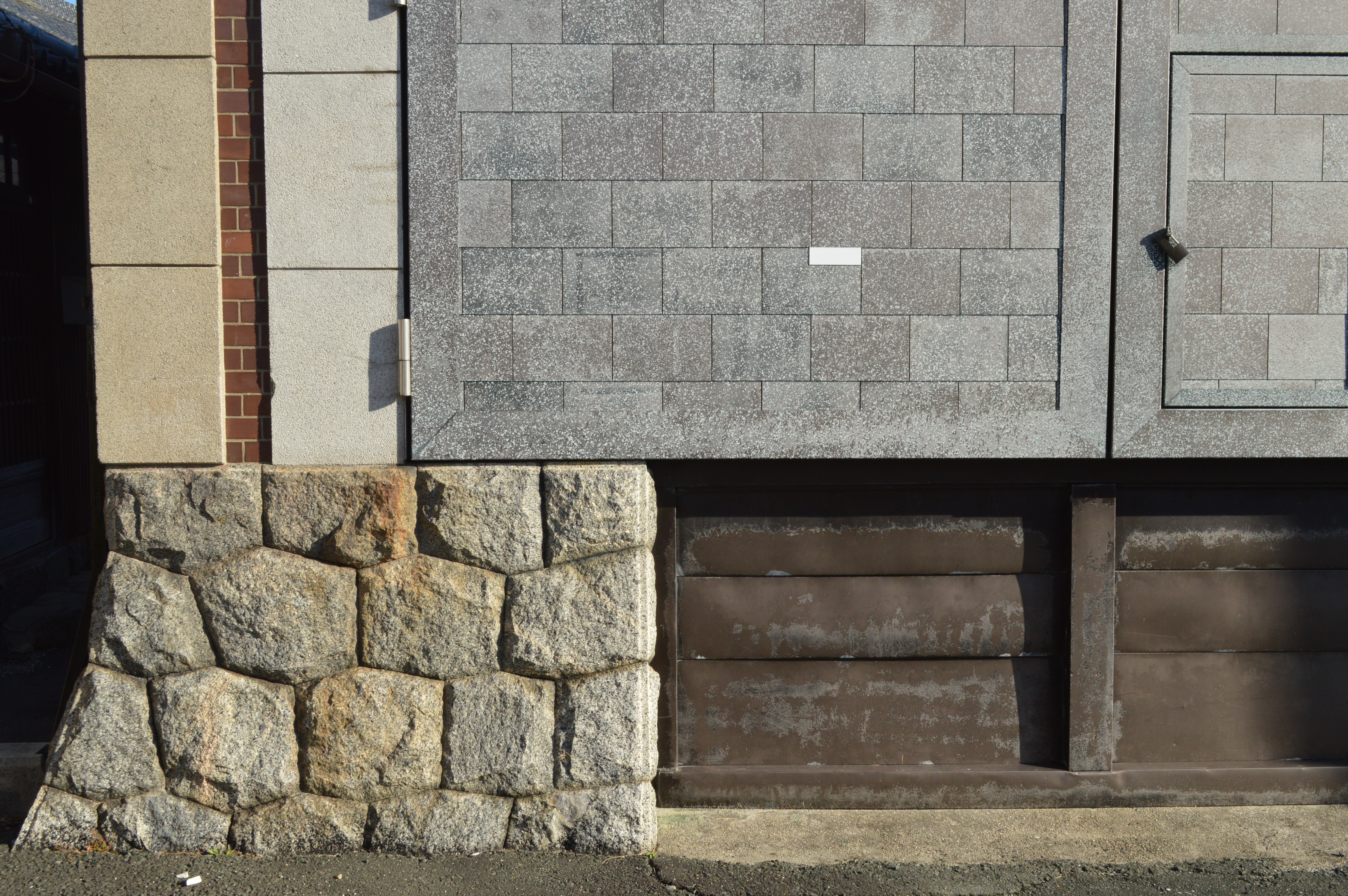
台座

台座は石積みであり、地面から1,385ミリメートルの高さまで立ち上がっている。基礎の上には煉瓦の長さ2枚分の厚みで20段分の煉瓦が積まれており、その上には煉瓦の長さ1枚分の厚みで煉瓦が積まれている。積み方は煉瓦の小口のみが露出する小口積である。下部には金網の風通しが設けられている。
小屋組は木造である。5,440ミリメートルの高さの山車を収納するため、地面から入口のアーチ頂部下端までの高さは5,909ミリメートルであり、床面から小屋組の大梁下端までの高さは5,938ミリメートルである。入口の間口は2,725ミリメートルである。
腰壁が石積みとなっている点、外壁の中央部に銅蛇腹が走っている点、桟瓦葺の切妻屋根である点などは伝統的な土蔵造であるが、壁体を煉瓦としている点や、入口をアーチとしている点などが土蔵造とは異なる。明治時代後半以後には同様の煉瓦造の蔵が全国で見られるようになったが、1923年（大正12年）9月1日の関東大震災では煉瓦造の建物が大きな被害を受けたことから、関東大震災以後には煉瓦造の蔵は建てられなくなった。